# Tampico
Tampico je přístavní město ležící v jihovýchodní části mexického státu Tamaulipas. K roku 2015 ve městě žilo 314 418 obyvatel. Leží na řece Pánuco asi 6 kilometrů od Mexického zálivu. Na jihu sousedí se státem Veracruz. Je pátým nejlidnatějším městem ve státě Tamaulipas po městech Reynosa, Matamoros, Nuevo Laredo a Ciudad Victoria, dále sousedí s šestým největším městem ve státě Altamirou. Metropotlitní oblast města Tampico je téměř trojnásobná než populace samotného města (čítá přes 930 tisíc obyvatel). Na počátku 20. století bylo město jedním z nejvýznamnějších míst pro těžbu ropy, dnes je významné pro svá naleziště stříbra, mědi, ale také pro těžbu a pěstování dřeva, vlny, technického konopí a dalších zemědělských produktů.